# Pato Machete
Pato Machete, de son vrai nom Raul Chapa Elizalde, né le 6 octobre 1975 à Monterrey, Nuevo León, est un rappeur et compositeur mexicain. Je faisais partie du groupe Control Machete, ,

## Biographie
Dès l'âge de 12 ans, il commence à prendre des cours de basse électrique. Puis il forme un petit groupe avec ses camarades de classe pour une pièce de théâtre. Sa curiosité constante pour la musique l'a amené à découvrir des instruments comme la batterie, la guitare et la flûte dès le départ ; il voulait être batteur - mais l'influence artistique de sa mère l'a amené à prendre le micro et à chanter. À ses débuts de musicien, il fait partie du groupe Pasto, en tant que chanteur aux côtés de Gil Cerezo (chanteur actuel de Kinky).
Il commence sa carrière dans le hip-hop au début des années 1990 avec Control Machete, un groupe de hip-hop mexicain de renom, auquel il ne fera par la suite plus partie après sa séparation en 2004.